# Nogger

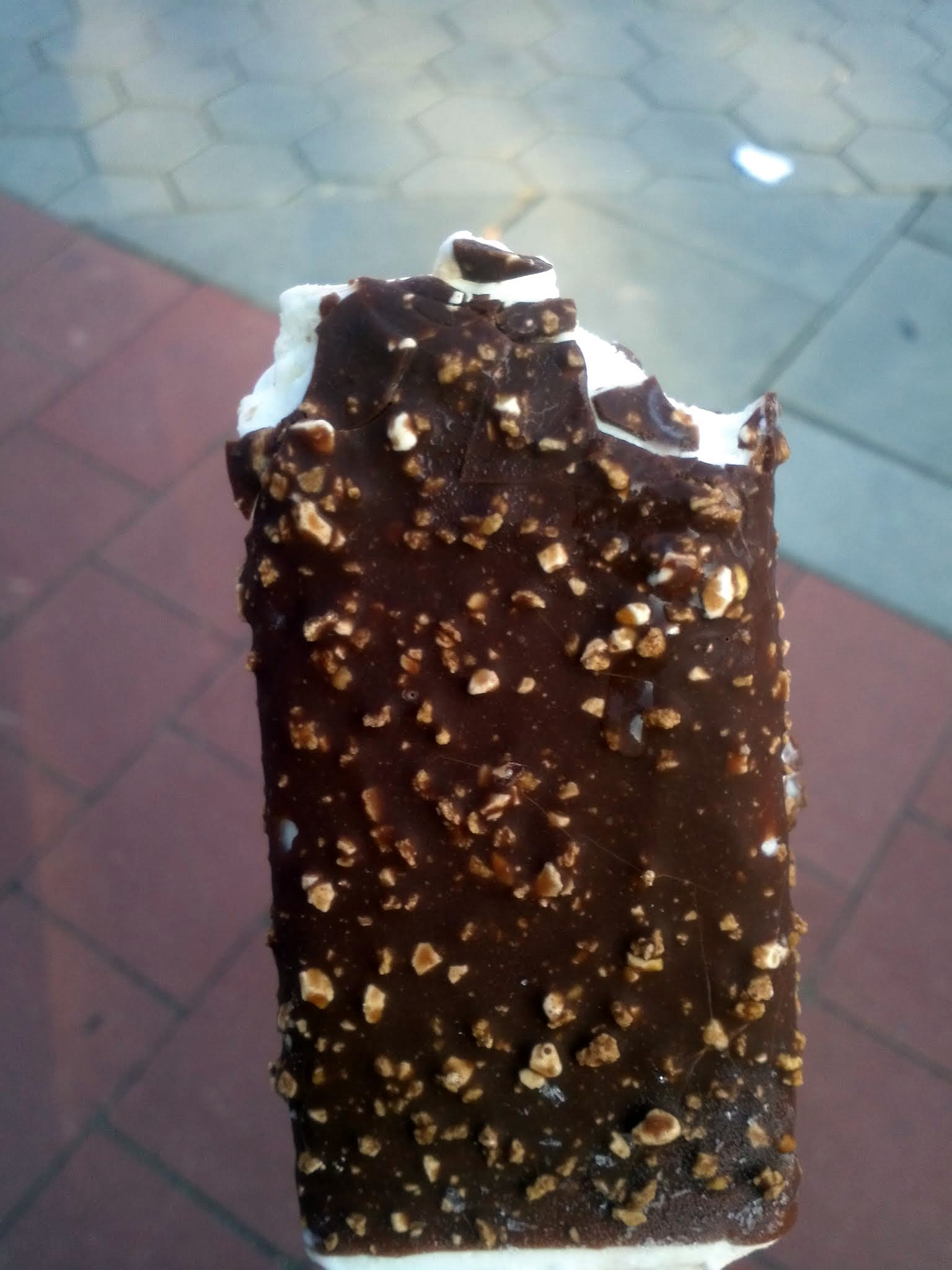
Nogger

Nogger ist eine Marke für ein Eis am Stiel von Langnese.
Nogger wurde unter der Marke nogger neu 1964 in Deutschland eingeführt und ist damit eines der ältesten Eismodelle des Unternehmens Unilever.

## Varianten

### Nogger
Die grundlegende Variante besteht aus Vanille- und Schokoladen-Eiscreme mit einem Überzug aus kakaohaltiger Fettglasur, Haselnüssen und Zwiebackstückchen.

### Nogger Choc
Als zweite Sorte wurde 1986 die Variante Nogger Choc eingeführt; sie besitzt einen Nuss-Nougat-Creme-Kern und Vanille-Eiscreme. Dieser Kern war zu Anfang weich und wurde in den 1990er Jahren durch einen harten Schokoladenkern ersetzt. Von 2001 bis 2008 war dieses Eis nicht erhältlich. In Österreich hieß das Eis Nogger jogg und war von 1987 bis 1992 auf der Eskimo-Eiskarte.
2008 gab es eine Wiederauflage von Nogger Choc, nachdem eine Gruppe im sozialen Netzwerk studiVZ sich für die Wiedereinführung eingesetzt hatte. Bei der Wiedereinführung bekam das Eis wieder seinen ursprünglichen weichen Kern aus den 1980er Jahren.

### Nogger Riegel
Zusätzlich gibt es inzwischen auch die Sorte Nogger Riegel mit Karamell-Füllung statt des Nuss-Nougat-Kerns und ohne Stiel.

### Cremissimo Nogger Choc
Als weitere Variante ist eine Cremissimo-Sorte von Nogger Choc erhältlich, welche im 900-ml-Behälter verkauft wird, nachdem der Packungsinhalt von vormals 1000 ml verringert wurde. Somit sind auf dem deutschen Markt vier Nogger-Varianten vertreten.

## Werbung
Jahrelang wurde das Eis mit dem Slogan „Nogger Dir einen!“ beworben, der dadurch eine gewisse Bekanntheit erlangt hat. Dieser Slogan befindet sich heute nicht mehr auf der Verpackung.

## Inhaltsstoffe
Ein Nogger Classic wiegt 69 Gramm und hat einen Energiewert von 870 Kilojoule (210 Kilokalorien). Es wird aus Fettglasur, Haselnuss- und Zwiebackstückchen, entrahmter Milch, Pflanzenfett, fettarmem Kakao, Weizenmehl, Emulgator, Salz und Aromen hergestellt.
Ein Nogger Choc  wiegt 66 Gramm und hat einen Energiewert von 938 Kilojoule (226 Kilokalorien). Es ist ein Eis mit Vanille-Geschmack und Nougatcremefüllung (16 %), kakaohaltiger Fettglasur (16 %) mit weißen Nougat- (2 %) und Zwiebackstückchen (2 %).